# St. Theresia vom Kinde Jesu (Eschede)

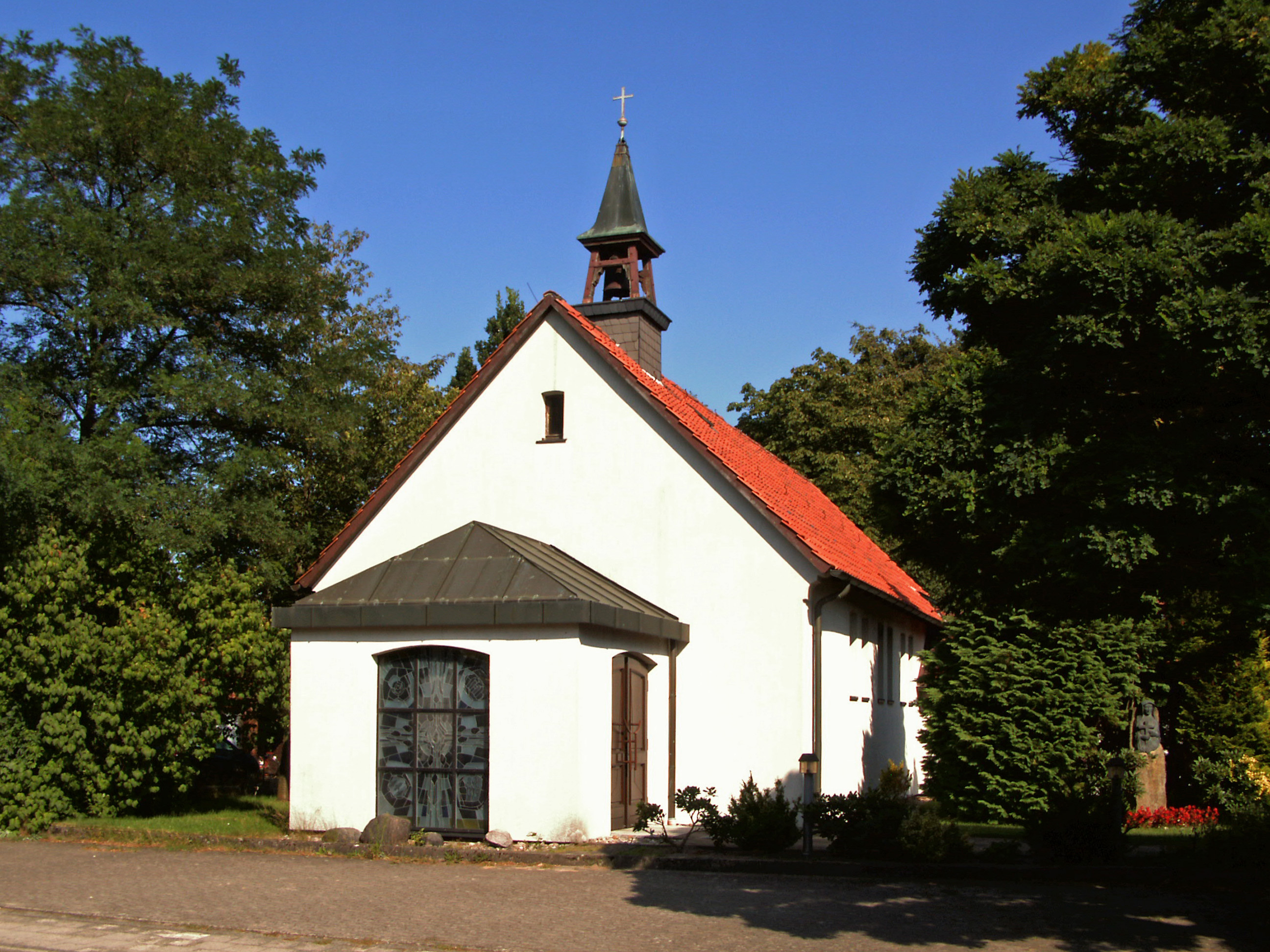
St. Theresia vom Kinde Jesu (2012)

Die Kirche St. Theresia vom Kinde Jesu war die katholische Kirche in Eschede, einer Gemeinde im Landkreis Celle in Niedersachsen. Die nach der Heiligen Therese von Lisieux benannte Kirche befand sich in der Grünackerstraße 8b und gehörte zur Pfarrei St. Johannes der Täufer mit Sitz in Vorwerk (Celle), im Dekanat Celle des Bistums Hildesheim.

## Geschichte
In der Zeit um 800 führte Karl der Große im Gebiet des heutigen Eschede das Christentum ein. Um das Jahr 1000 gehörte Eschede zum Archidiakonat Beedenbostel.
1527 führte Herzog Ernst der Bekenner im Fürstentum Lüneburg, zu dem Eschede damals gehörte, die Reformation ein. Damit wurden die Kirche und die Bevölkerung von Eschede evangelisch-lutherisch.
Nachdem sich in Folge des Zweiten Weltkriegs durch den Zuzug von Flüchtlingen und Heimatvertriebenen auch in Eschede die Zahl der Katholiken vergrößert hatte, ließ sich 1950 in Eschede ein katholischer Geistlicher nieder.
1952/53 wurde die Kirche erbaut, eine Spenderin aus den Niederlanden hat die Finanzierung großzügig unterstützt. Am 11. Oktober 1953 erfolgte durch Generalvikar Wilhelm Offenstein die Kirchweihe.
1967 folgte der Bau des Pfarrhauses und 1968 das Pfarrheim. 1968 bekam die Kuratiegemeinde Eschede mit dem neuerbauten Kirchhaus St. Raphael noch eine Filialkirche in Lachendorf, die jedoch seit mindestens dem 1. November 2006 zur Pfarrei St. Ludwig in Celle gehört. Bei der Renovierung der Kirche im Jahre 1988 wurde der alte, kleine Vorbau durch den bis zuletzt bestehenden Vorbau ersetzt, sowie das Dach und die Fenster erneuert.
Am 1. August 2004 wurden die Kirchengemeinden St. Theresia vom Kinde Jesu in Eschede und St. Paulus in Unterlüß der Pfarrei St. Johannes der Täufer in Celle-Vorwerk angeschlossen. 2015 wurde das 2.250 m² große Kirchengrundstück in Eschede mit seinem Gebäudebestand von einem Immobilienmakler für rund 100.000 Euro zum Verkauf angeboten. 2017 entschied Bischof Norbert Trelle noch kurz vor seinem altersbedingten Rücktritt, die Kirche zu profanieren. Zuletzt gehörten noch über 300 Katholiken zum Einzugsgebiet der Kirche. Am 18. Oktober 2017 erfolgte die Profanierung der Kirche durch Diözesanadministrator Nikolaus Schwerdtfeger, der Gebäudekomplex mit der Kirche wurde verkauft und soll zu Wohnraum umgebaut werden. Nächstgelegene katholische Kirche ist heute die rund 13 Kilometer entfernte Kirche St. Johannes der Täufer in Celle-Vorwerk, welche über die Bundesstraße 191 zu erreichen ist.

## Architektur und Ausstattung
Die geostete Kirche entstand nach Plänen des Architekten Redemann aus Celle, ausgeführt als verputzter Langhausbau mit ziegelgedecktem Satteldach und kreuzbekröntem Dachreiter.
Die Fenster zeigen die vier Evangelisten und die Sakramente. In einem Fenster im Vorraum von 1987/88 war unter anderem als Attribut für die heilige Theresia vom Kinde Jesu eine Rose dargestellt. Das kann als Anspielung auf den von ihr geäußerten Satz „Nach meinem Tod werde ich Rosen regnen lassen.“ angesehen werden. Weitere Darstellungen in diesem Buntglasfenster waren der Erzengel Raphael sowie Ludwig IX. (Frankreich). Das erinnerte an die Filialkirche St. Raphael in Lachendorf und an die Hauptkirche des Dekanats, St. Ludwig in Celle. Tabernakel, Ambo und Altar wurden im Laufe der Zeit erneuert. Auf den Altartüren war das Lamm Gottes dargestellt, der Fuß des Altares zeigte Jesus Christus mit den Emmausjüngern. Die Kirche verfügte am Rand des Altarraums über eine Reliquie der heiligen Theresia vom Kinde Jesu.